# Йозджан Мелкемичел
Йозджан Мелкемичел е шведски футболен мениджър и бивш футболист от асирийски произход.
Роден е на 21 февруари 1968 г. в град Мидят, Турция. През 1975 г. се заселва в Швеция, а след това прекарва пет години в Германия.